# イードゥース・マルティアエ

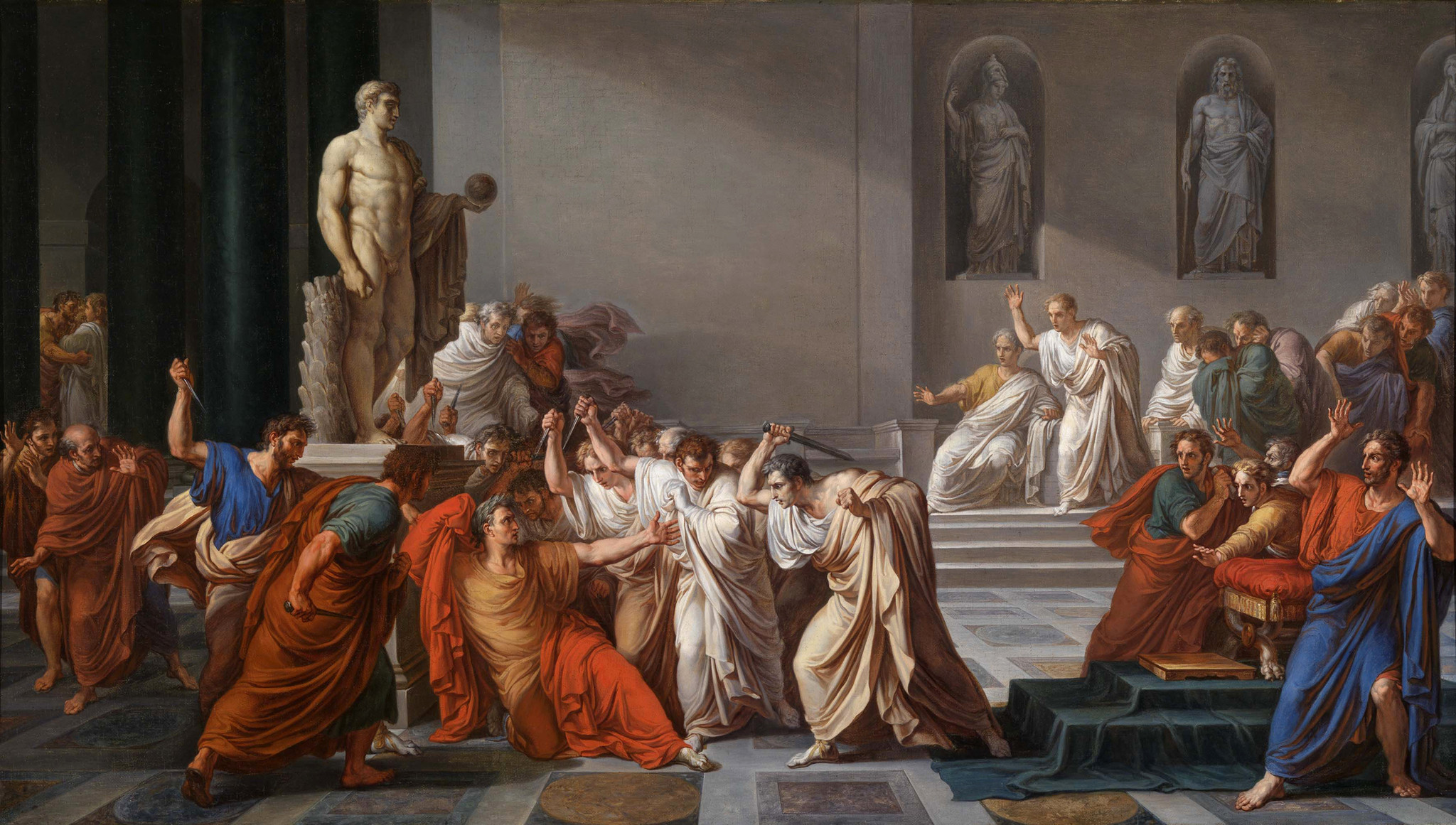
ヴィンチェンツォ・カムッチーニ『ユリウス・カエサルの死』(1806)

イードゥース・マルティアエ（ラテン語：Idus Martiae）、イードゥス・マルティイ（後期ラテン語：Idus Martii）、あるいはアイズ・オブ・マーチ（英語：Ides of March）は、ローマ暦のマールスの月の中央の日、すなわち3月15日のことである。ローマにおいては、いくつかの宗教行事が行われる日として、また債務の支払い期限として、そして紀元前44年以降はユリウス・カエサル暗殺事件が起こった日として記憶された日付である。

## イードゥース
ローマの暦ではそれぞれの日に「1日」や「2日」といった日付が割り振られていなかった。その代わりに各月ごとに以下のような基準日が三日ずつあり、その日から何日前、という形で日付を表した。（例：Ante diem quintum Idus Novembres（略 A.D.V.Id.Nov.）11月9日に（11月のイードゥースの5日前に） ）
- カレンダエ（Kalendae）：各月の最初の日。英語ではKalends（キャレンズ）。

- ノーナエ（Nonae）：1月・2月・4月・6月・8月・9月・11月・12月は第5日、3月・5月・7月・10月は第7日。下記のイードゥースの8日前にあたる。英語ではNones（ノウンズ）。

- イードゥース（Idus）：1月・2月・4月・6月・8月・9月・11月・12月は第13日、3月・5月・7月・10月は第15日。英語ではIdes（アイズ）。

本来、イードゥースはローマが太陰暦を使っていた頃の満月の日を示す日付であったと考えられている。初期のローマ暦はマルスの月の3月が一年の最初の月とされていたため、3月のイードゥースは新年最初の満月の日であった。

### 宗教的儀式

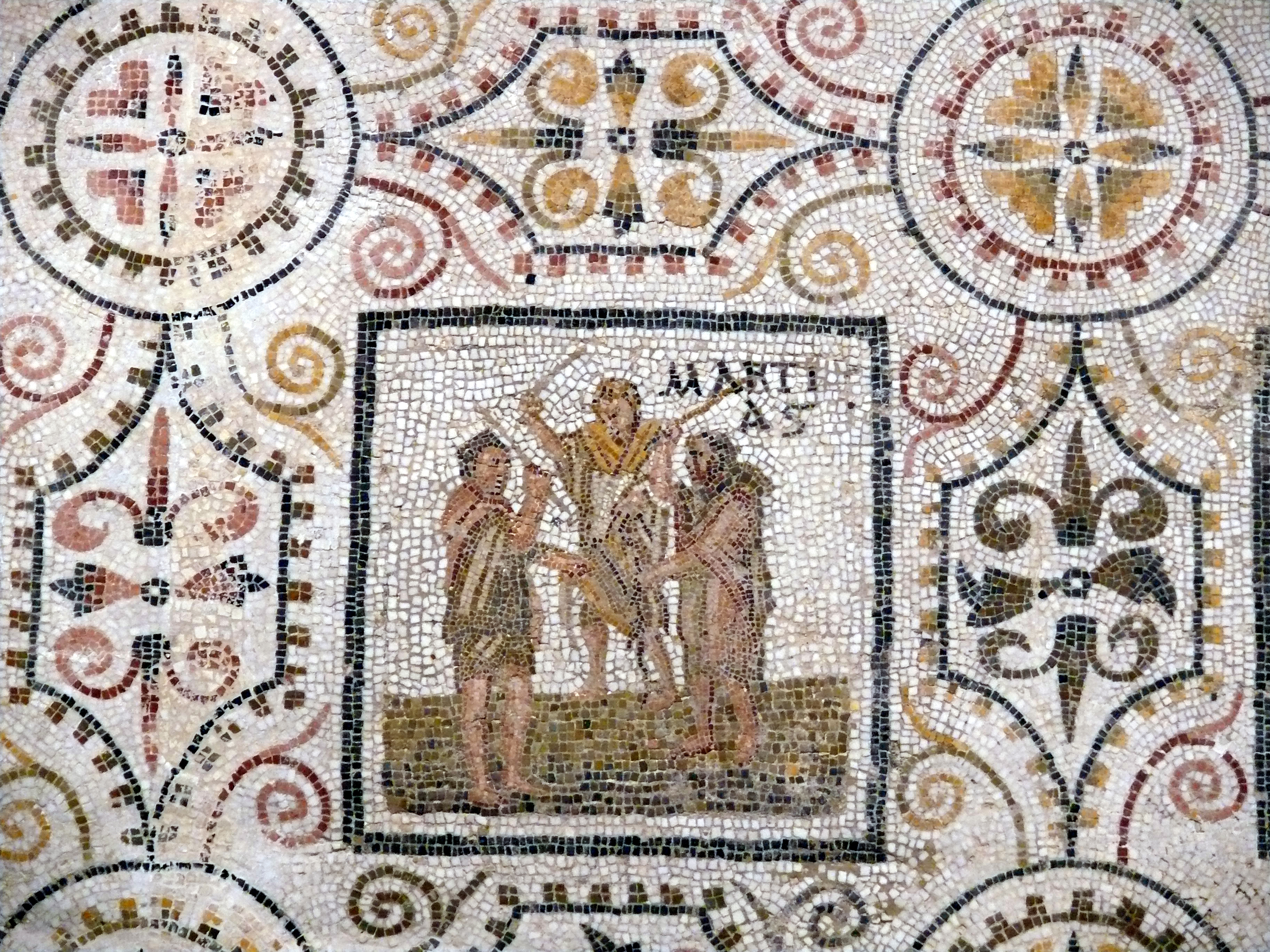
チュニジアのエル・ジェムで出土した3世紀前半のモザイク壁画。この壁画では3月が一年の初めの月に位置付けられており、3月に当たるこのパネルは3月15日に行われたMamuraliaを描いたものだと考えられている。

各月のイードゥースはローマ神話の最高神ユーピテルの聖なる日であり、生贄の羊を連れたフラーメン・ディアーリス（Flamen Dialis、ユーピテル神官）がウィア・サクラをカンピドリオまで練り歩いた。
この毎月の生贄に加え、3月のイードゥースの日にはアンナ・ペレンナ（Anna Perenna、年の巡りの女神）の饗宴も行われた。この祭りは本来は新年祭も兼ねていたものであり、人々は森に出かけて飲めや歌えの無礼講に熱狂した。また、古代末期の史料によると、3月のイードゥースの日にはマムラリア（Mamuralia）も行われた。これはヘブライ人のスケープゴートや古代ギリシアのパルマコスの儀礼と同種の儀式であり、獣の皮をまとった老人が殴打された上で都市から追い出されるというものであった。恐らくは古い年を追い出し新たな年を迎えることを象徴した儀式だと考えられている。
帝政後期には、この日はキュベレーとアッティスを祭る聖なる週の始まりとしても祝われるようになった。これはアッティスがフリュギアの川の葦の中で生まれ、羊飼いもしくは「マグナ・マーテル（Magna Mater、大いなる母）」と称されるキュベレーによって見つけ出された日ということでカンナ・イントラット（Canna intrat、「葦が入る」の意）と呼ばれた。一週間後の3月22日にはアッティスが松の木の下で死んだことを記念したアルボル・イントラット（Arbor intrat、「木が入る」の意）という厳粛な祭りが行われた。デンドロフォロイ（dendrophoroi、「木を運ぶ者たち」の意）という祭祀集団が毎年木を切り倒し 、そこからアッティスの像を吊るし 、悲嘆の声とともにマグナ・マーテルの神殿に運んだ。この日はクラウディウスの治世下において公式のローマの暦の一部として認められた。3日間の追悼期間の後に、ユリウス暦での春分に当たる3月25日にアッティスの復活を祝うことで最高潮に達するのである。

## カエサル暗殺

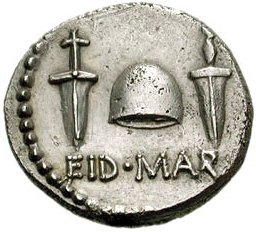
カエサルを暗殺したブルトゥスによって紀元前42年の秋に発行された貨幣。裏面にEidibus Martiis（「3月15日に」の意）を略したEID MARの文字が、自由の象徴であるピレウス帽と二本の短剣の下に刻まれている。

今日では、アイズ・オブ・マーチは紀元前44年にユリウス・カエサルが元老院の議場にて刺殺された日付として知られている。ブルトゥスやカッシウスが率いる60人もの共謀者がこの暗殺に関与した。プルタルコスによると、遅くともイードゥース・マルティアエまでにカエサルに危険が訪れるだろうと予言者は警告した。彼が暗殺されることになるポンペイウス劇場への道中、カエサルはその予言者に出会うと「イードゥース・マルティアエの日が来たな」と予言が当たらなかったことを茶化したが、予言者は「いかにも来ました、しかしまだ終わってはおりませぬ」と応えたという。この予言者とカエサルのやり取りはウィリアム・シェイクスピアの戯曲『ジュリアス・シーザー』によってよく知られている 。ローマの伝記作家スエトニウスは、この予言者はスプリンナ（Spurinna）という名の臓卜師であると特定している。
カエサルの死は、内乱の一世紀の終わりの始まりであった。カエサル死後の争乱の末に、カエサルの後継者オクタウィアヌス（アウグストゥス）による権力掌握につながることになった。 アウグストゥス治世下で活躍した詩人オウィディウスは、その詩『祭暦』において最高神祇官でもあったカエサルの暗殺をウェスタの巫女への冒涜になぞらえて描写している。紀元前40年、ペルシアの戦いでの勝利の後に行われたカエサル死後4周年の際には、ルキウス・アントニウス（マルクス・アントニウスの弟）の下でオクタウィアヌスに歯向かった300名の元老院議員とエクィテスを処刑している。この処刑は、カエサルの死に対する報復としてオクタウィアヌスがとった一連の行動の一つであった。スエトニウスと歴史家カッシウス・ディオは、この虐殺がイードゥース・マルティアエに神格化されたカエサルの祭壇で行われたことに注目し、宗教的な生贄とみなしている。